# 东平窑址
东平窑址，位于中国广东省惠州市惠州市东平窑头村，为惠州市的一个市、县级文物保护单位，类型为古遗址，公布时间为1978年。
东平窑址的历史年代为北宋。